# Baggholmen, Lovisa
Baggholmen är en ö i Finland.   Den ligger i kommunen Lovisa i den ekonomiska regionen  Lovisa  och landskapet Nyland, i den södra delen av landet, 70 km nordost om huvudstaden Helsingfors. Arean är 0,56 kvadratkilometer.
Terrängen på Baggholmen är mycket platt. Öns högsta punkt är 16 meter över havet. Den sträcker sig 1,5 kilometer i nord-sydlig riktning, och 0,9 kilometer i öst-västlig riktning.  I omgivningarna runt Baggholmen växer i huvudsak blandskog.